# جانگ یان-جئونگ
جانگ یان-جئونگ (به انگلیسی: Jang Yun-jeong) (زاده ۶ ژوئن ۱۹۹۱) خواننده و رئیس تشریفات اهل کره جنوبی است.